# Pihem
Pihem là một xã trong tỉnh Pas-de-Calais, vùng Hauts-de-France, Pháp.

## Địa lý
Pihem có cự ly khoảng 5 miles (8 km) về phía nam Saint-Omer, trên đường D195.

## Dân số
| 1962                                                              | 1968 | 1975 | 1982 | 1990 | 1999 | 2006 |
| ----------------------------------------------------------------- | ---- | ---- | ---- | ---- | ---- | ---- |
| 519                                                               | 532  | 515  | 616  | 802  | 893  | 976  |
| Số liệu điều tra dân số tính từ năm 1962, dân số chỉ tính một lần |      |      |      |      |      |      |

## Địa điểm nổi bật
- Nhà thờ St.Pierre, thế kỷ 16.